# SIAI S.50
Die SIAI S.50 war ein italienisches Jagdflugzeug, das nach dem Ende des Ersten Weltkriegs zum ersten Mal flog. Ursprünglich als MVT bezeichnet, wurde 1922 nach der Anstellung ihres Konstrukteurs Marchetti bei SIAI, die Maschine als S.50 in die SIAI-Sequenz eingereiht.

## Geschichte
Alessandro Marchetti konstruierte 1917 die MVT in den Vickers-Terni-Werken in La Spezia.
Am 9. Dezember 1919 erreichte die MVT mit dem Piloten Elia Liut eine Geschwindigkeit von 250 km/h, was einen, wenn auch kurzlebigen, inoffiziellen internationalen Rekord darstellte. Zum gleichen Zeitpunkt wurde auch eine Steigrate von 11 min auf 5000 m ermittelt.
Im Jahr 1920 stattete man die MVT mit Tragflügeln größerer Spannweite, geänderten Verstrebungen zwischen den Tragflächen und zum Rumpf hin sowie einem modifizierten Höhenleitwerk aus. Mit einem neuen 275 PS leistenden SPA 62a-Triebwerk konnten bei Flügen über dem Montecelio-Militär-Testgelände 275 km/h erreicht werden. Nachdem Marchetti 1922 als Chefkonstrukteur zu SIAI wechselte, änderte man die Bezeichnung der MVT in S.50 und sah die Maschine für den offiziellen Jagdflugzeug-Wettbewerb 1923 vor. Drei Exemplare erhielt die Regia Aeronautica zur Erprobung; den erhofften Auftrag zum Bau von 12 Maschinen erhielt das Werk jedoch nicht.
Eine S.50 wurde für die Teilnahme an der Schneider-Trophy mit Schwimmern ausgerüstet. Nachfolger der S.50 war die SIAI S.52.

## Konstruktion
Die Ganzmetallkonstruktion wurde von einem 220 PS leistenden SPA 6a wassergekühlten Motor angetrieben und besaß eine Bewaffnung von zwei synchronisierten Vickers-Maschinengewehren. Der zwischen den beiden sehr dünnen Tragflächen „aufgehängte“ Rumpf war im hinteren Teil so abgeflacht, dass in der Seitenansicht eine profilähnliche Form entstand. Die Steuerung um die Längsachse erfolgte durch die Technik der Tragflächenverwindung.

## Technische Daten
| Kenngröße             | Daten mit SPA-6a-Triebwerk                        |
| --------------------- | ------------------------------------------------- |
| Besatzung             | 1                                                 |
| Länge                 | 7,75 m                                            |
| Spannweite            | 8,70 m                                            |
| Höhe                  | 2,6 m                                             |
| Flügelfläche          | 21,5 m²                                           |
| Leermasse             | 747 kg                                            |
| Startmasse            | 987 kg                                            |
| Antrieb               | ein SPA-6a-Surcompresso-Motor mit 220 PS (162 kW) |
| Steigrate             | 2 min auf 1000 m                                  |
| Höchstgeschwindigkeit | 250 km/h                                          |
| max. Flugdauer        | 2,1 h                                             |
| Bewaffnung            | 2 Vickers 7,7-mm-Kaliber                          |